# خطة العائلة (مسلسل)
خطة العائلة (بالكورية: 가족계획)‏ هو مسلسل قصير تشويق كوري جنوبي، من بطولة باي دونا، ريو سونغ بوم، بايك يون سيك، لومون، لي سو هيون. بدا عرضه على منصة كوبانغ بلاي في 29 نوفمبر 2024 الى 27 ديسمبر 2024 الساعة 20:00 (KST).

## ملخص
"خطة العائلة" هي قصة عن أم تتمتع بقدرة خاصة وهي "تحرير الذكريات" تقرر البدء بمعاقبة الاشرار بتعاون مع عائلتها.

## طاقم
- باي دونا في دور هان يونغ سو[3]

الأم التي تمتلك قدرات خاصة وحنونة على أبنائها فقط.
- ريو سونغ بوم في دور بيك تشول هي[3]

الاب الذي يخفي قدراته وخجول لكنه يحب زوجته بلا حدود.
- بايك يون سيك في دور بايك كانج سيونج[3]

جد العائلة، الشائك لكنه يهتم بعائلته سراً.
- لومون في دور بايك جي هون[3]

ابن العائلة، الشخص الدافئ واللطيف.
- لي سو هيون في دور بايك جي وو[3]

ابنة العائلة الصغرى.

## الإنتاج
من تخطيط وكتابة كيم جونج مين. من إخراج كيم جوك وكيم صن، وإنتاج كيي ايست
وأوردناري جيم ومونستر يونين وبورديرليسس فيلم، لصالح منصة كوبانغ بلاي.

### التصوير
بدأ التصوير الرئيسي في أواخر ديسمبر 2023.

## الجوائز والترشيحات
| قائمة الجوائز والترشيحات | قائمة الجوائز والترشيحات | قائمة الجوائز والترشيحات | قائمة الجوائز والترشيحات | قائمة الجوائز والترشيحات | قائمة الجوائز والترشيحات |
| السنة                    | الجائزة                  | الفئة                    | المستلم                  | النتيجة                  | م.                       |
| ------------------------ | ------------------------ | ------------------------ | ------------------------ | ------------------------ | ------------------------ |
| 2025                     | جوائز بايكسانغ للفنون    | أفضل ممثلة مساعدة        | كيم غوك هي               | رُشِّح                      | [ 5 ]                    |
| 2025                     | جوائز بايكسانغ للفنون    | أفضل سيناريو             | كيم جونغ مين             | رُشِّح                      | [ 5 ]                    |

## روابط خارجية
- خطة العائلة على موقع IMDb (الإنجليزية)
- خطة العائلة على موقع قاعدة بيانات الفيلم (الإنجليزية)
- خطة العائلة على هانسينما